# 哈莫尼鎮區 (印第安納州波西縣)
哈莫尼鎮區（英語：Harmony Township）是位於美國印第安納州波西縣的一個行政鎮區。

## 地方資料
根據2010年美國人口普查的數據，哈莫尼鎮區的面積為93.05平方千米，當中陸地面積為91.28平方千米，而水域面積為1.77平方千米。當地共有人口1473人，而人口密度為每平方千米15.83人。